# Præsidentklosteret
Præsidentklosteret i Slesvig-Lolfod blev opført i 1656 af den gottorpske kansler og senere regeringspræsident Kielmann af Kielmannsegg og fungerede i mange år som byens fattighus. Ifølge stiftelsesdokumentet fra 1663 var klosterets tolv kamre tiltænkt fem mænd og fem kvinder samt tjenestefolk fra Gottorp Slot. I midten af bygningen blev der opbygget et kapel med sengotisk alter og barok skab-orgel. 
I 1931/32 kom præsidentklosteret i kommunens hænder. Østfløjen huser siden 1975 et museum til minde om de tyske fordrevne. I den 1995 nyrenoverede vestfløj blev der indrettet et enestående artotek med outsiderkunst. 